# Svjetska liga u vaterpolu 2012.
Svjetska liga u vaterpolu 2012. jedanaesto je izdanje ovog natjecanja. Završni turnir se igrao u Almatiju u Kazahstanu od 12. do 17. lipnja. Srbija (branitelj naslova) i Crna Gora odlučile su ne sudjelovati. Prije je to učinila i Mađarska, 2007.

## Završni turnir

### Skupina 1
| Datum      | 1. momčad | Ishod             | 2. momčad |
| ---------- | --------- | ----------------- | --------- |
| 12. lipnja | Italija   | 10:9              | Kina      |
|            | SAD       | 11:8              | Kazahstan |
| 13. lipnja | SAD       | 6:4               | Kina      |
|            | Italija   | 10:10, 3:0 (pet.) | Kazahstan |
| 14. lipnja | Italija   | 7:5               | SAD       |
|            | Kina      | 8:8, 5:4 (pet.)   | Kazahstan |

|    | Tablica   | I | Pob. | Por. | Pos. P | Prim. P | RP | Bodovi |
| -- | --------- | - | ---- | ---- | ------ | ------- | -- | ------ |
| 1. | Italija   | 3 | 3    | 0    | 27     | 24      | +3 | 8      |
| 2. | SAD       | 3 | 2    | 1    | 22     | 19      | +3 | 6      |
| 3. | Kina      | 3 | 1    | 2    | 21     | 24      | -3 | 2      |
| 4. | Kazahstan | 3 | 0    | 3    | 26     | 29      | -3 | 2      |

### Skupina 2
| Datum      | 1. momčad  | Ishod | 2. momčad  |
| ---------- | ---------- | ----- | ---------- |
| 12. lipnja | Hrvatska   | 14:11 | Australija |
|            | Brazil     | 3:8   | Španjolska |
| 13. lipnja | Hrvatska   | 7:6   | Španjolska |
|            | Brazil     | 6:15  | Australija |
| 14. lipnja | Hrvatska   | 20:3  | Brazil     |
|            | Australija | 7:8   | Španjolska |

|    | Tablica    | I | Pob. | Por. | Pos. P | Prim. P | RP  | Bodovi |
| -- | ---------- | - | ---- | ---- | ------ | ------- | --- | ------ |
| 1. | Hrvatska   | 3 | 3    | 0    | 41     | 20      | +21 | 9      |
| 2. | Španjolska | 3 | 2    | 1    | 22     | 17      | +5  | 6      |
| 3. | Australija | 2 | 1    | 2    | 33     | 28      | +5  | 3      |
| 4. | Brazil     | 3 | 0    | 3    | 12     | 43      | -31 | 0      |

### Doigravanje
| 1. momčad  | Ishod | 2. momčad  |
| ---------- | ----- | ---------- |
| Italija    | 14:1  | Brazil     |
| Španjolska | 11:1  | Kina       |
| Hrvatska   | 13:6  | Kazahstan  |
| SAD        | 7:5   | Australija |

### Poluzavršnica
| 1. momčad | Ishod           | 2. momčad  |
| --------- | --------------- | ---------- |
| Italija   | 5:5, 2:4 (pet.) | Španjolska |
| Hrvatska  | 11:10           | SAD        |

### 3./4.
| 1. momčad | Ishod | 2. momčad |
| --------- | ----- | --------- |
| Italija   | 7:6   | SAD       |

### 1./2.
| 1. momčad  | Ishod            | 2. momčad |
| ---------- | ---------------- | --------- |
| Španjolska | 8:8, 9:10 (pet.) | Hrvatska  |

| Pobjednici           |
| -------------------- |
| Hrvatska Prvi naslov |